# Tarantulidae
Tarantulidae é uma família de aracnídeos pertencentes à ordem Amblypygi.
Géneros:
- Acanthophrynus Kraepelin, 1899
- Paraphrynus Moreno, 1940
- Phrynus Lamarck, 1801